# Giuseppe Valguarnera
Giuseppe Valguarnera Favara, VIII principe di Niscemi (Palermo, 25 luglio 1868 – ...), è stato un nobile e politico italiano.

## Biografia
Nato a Palermo nel 1868, fu l'unico figlio maschio di Corrado, VII principe di Niscemi, e della di lui consorte Maria Antonietta Favara Camminneci. Il padre, fu patriota risorgimentale e prese parte alla Spedizione dei Mille, così come patriota fu anche il nonno materno Vincenzo Favara, ed entrambi i suoi avi dopo l'Unità d'Italia fecero parte del Parlamento nazionale, rispettivamente come senatore e come deputato.
Alla morte del padre, ereditò i titoli di Principe di Niscemi e di Duca dell'Arenella, che gli furono riconosciuti con D.M. del 27 maggio 1903, e successivamente fu deputato del Regno d'Italia nella XXII (1905-1909) e XXIII legislatura (1909-1913), eletto nel collegio elettorale di Palermo IV.
Ignota è la data della sua morte, avvenuta presumibilmente a inizio XX secolo. Fu sposato con la nobildonna Beatrice Mantegna Mastrogiovanni, figlia di Benedetto, principe di Gangi, che lo rese padre di tre figli maschi, Corrado (1901-1966), Benedetto (1902-1950) e Raimondo (1904-1941).